# Juan de Icíar

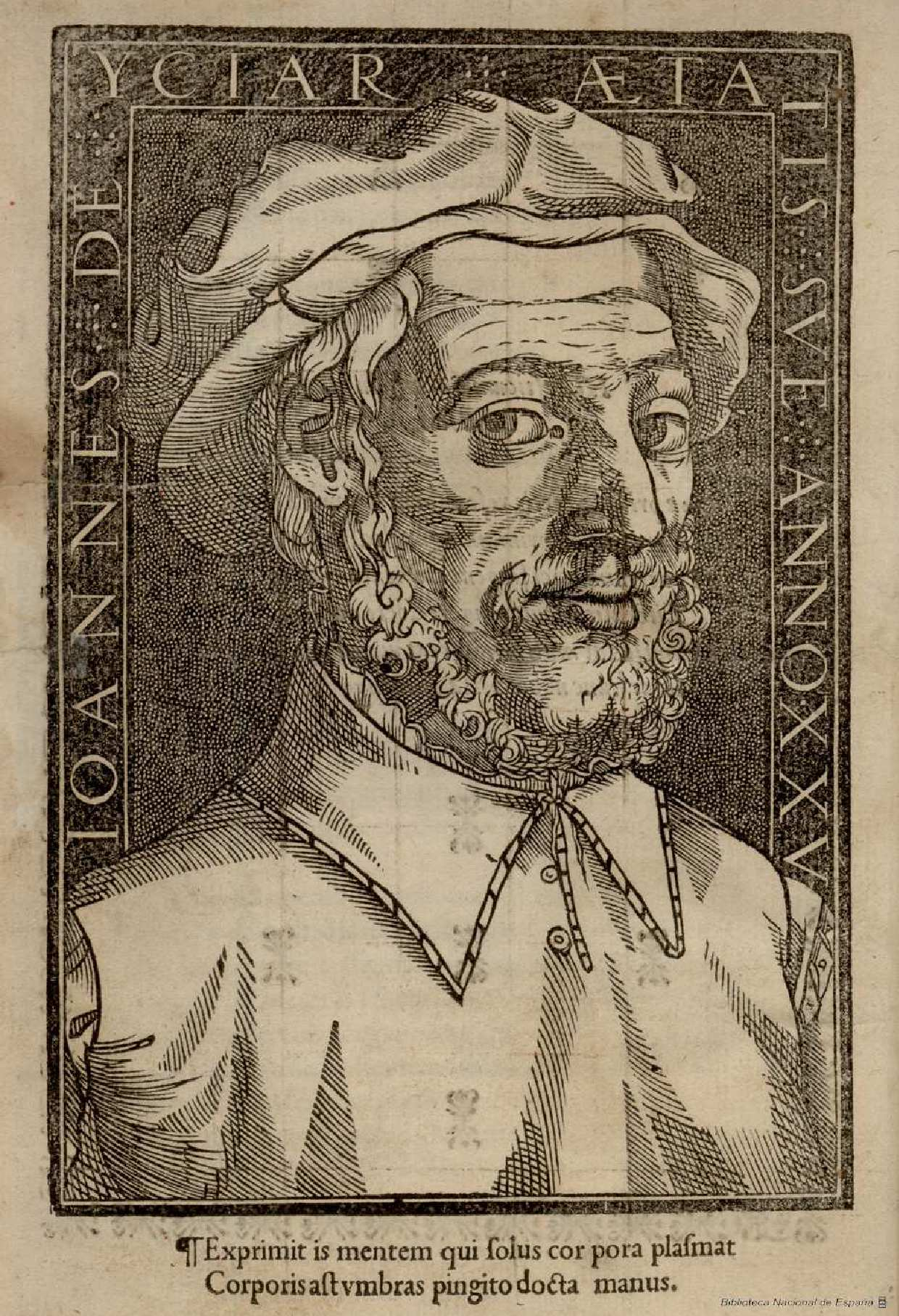
Retrato de Juan de Yciar a sus veinticinco años de edad por Juan de Vingles. Ilustración de Recopilacion subtilissima, intitulada Orthographia pratica: en la qual se enseña a escreuir perfectamente, ansi por pratica como nuestra España y fuera della se vsan hecho y experimentado por Iua[n] de Yciar Vizcayno, escriptor de libros; y cortado por Iuan de Vingles Frances... Impresso en Çaragoça, por Bartholome de Nagera M.D.XL.VIII (1548). Firma IDV (Juan de Vingles) en el hombro izquierdo del retratado. Biblioteca Nacional de España.

Juan de Icíar (o de Yciar), también conocido con el sobrenombre de El vizcaíno (Durango, Vizcaya, c. 1523-¿Logroño?, después de 1572), fue un calígrafo español del siglo XVI.

## Biografía
Se conocen pocos datos biográficos de Juan de Icíar y la mayoría de ellos procede de su obra Recopilación subtilissima intitulada Orthographia practica. Esta obra fue publicada en 1548 en Zaragoza y, según la loa que la encabeza, el autor no había cumplido los veintiséis años por aquel entonces, lo que sitúa la fecha de su nacimiento en torno a 1522-1523. De igual modo, se menciona que es natural de la villa de Durango. Se sabe que residió en Zaragoza desde el año 1547 como muy tarde. Escogió esta ciudad para trabajar "por la grandeza della, así como por las buenas costumbres, virtudes y habilidades de los ciudadanos que la habitan". Juan de Icíar fue apoyado económicamente por Miguel de Suelves, quien editó sus trabajos entre los años 1549 y 1566. En Zaragoza tuvo como discípulo a otro calígrafo vizcaíno, Pedro de Madariaga.
Los principales impresores zaragozanos de la época mantuvieron una estrecha colaboración con Juan de Icíar, como fue el caso de Bartolomé de Nájera (en 1548), la viuda de dicho Bartolomé (en 1564 y 1569), Pedro Bernuz (en 1549, 1550 y 1564), Agustín Millán (en 1552), Esteban de Nájera (en 1553 y 1555) y la viuda de dicho Esteban (en 1559). 
Se cree que, posteriormente, Juan de Icíar pasó por Madrid y podría haber prestado algún servicio al rey Felipe II en El Escorial; según algunas fuentes, dio clases de caligrafía al príncipe don Carlos, y ornamentó algunos libros de la Real Biblioteca. La última información fidedigna que atestigua su actividad tardía data de 1573 cuando, según el calígrafo Pedro Díaz Morante, Juan de Icíar se retiró a Logroño tras ordenarse como sacerdote, a la edad de cincuenta años.

## Obra

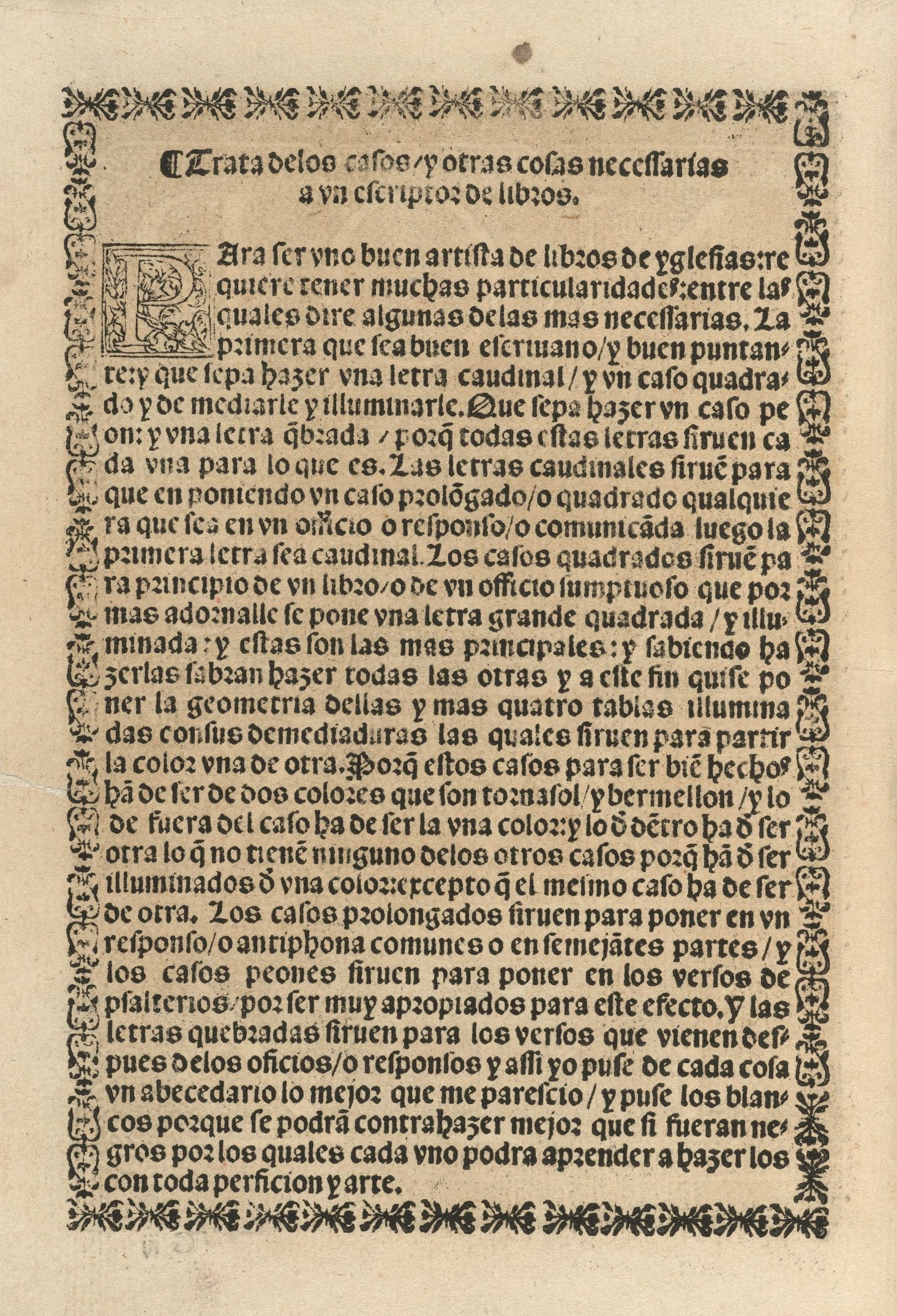
Recopilación subtilissima intitulada Orthographia practica, 1548

Juan de Icíar es considerado como el primer calígrafo que usó el arte del grabado y de la imprenta para enseñar su oficio en España. La ya mencionada obra Recopilación subtilissima intitulada Orthographia practica (de la que se publicaron once ediciones entre 1548 y 1596) permitió a muchos escribanos de la Corona de Aragón y de la Corona de Castilla el aprendizaje de la cursiva cancilleresca. La obra de Juan de Icíar está influenciada, según señala el propio autor, por los maestros italianos Ludovico Vicentino degli Arrighi, Giovanni Antonio Tagliente y Giovanni Battista Palatino. También estudió las propuestas de Alberto Durero para los alfabetos latino y gótico; y de hecho mencionó al maestro alemán como una de sus fuentes. Juan de Icíar imita en parte a estos autores pero, en numerosas ocasiones, los mejora y los completa con sus propias aportaciones. Se trata de un autor especialmente dotado para el trazo de las iniciales de compás decoradas y de las capitales iluminadas usadas en los cantorales, y un dibujante habilidoso como atestiguan las ilustraciones que acompañan algunos de sus libros.
Juan de Icíar aborda también en su obra temas matemáticos, como se muestra en Libro intitulado Arithmética práctica (editado por Pedro Bernuz en Zaragoza en 1549). En esta obra trata las operaciones fundamentales con números naturales, las progresiones, la regla de tres, raíces, pesos y medidas.

### Ediciones de las obras
- Recopilación subtilissima intitulada Orthographia pratica, por la qual se enseña a escreuir perfectamente Publicada en Zaragoza por Bartolomé de Nájera (1548).

- Arte subtilissima por la qual se enseña a escreuir perfectamente Segunda edición del libro anterior que se reimprimió en 1550, 1553 y 1555.

- Libro subtilissimo por el qual se enseña a escreuir y contar perfectamente, el qual lleua el mismo orden que lleua un maestro con su discípulo Tercera edición que se reimprimió en los años 1559, 1564, 1566 y 1596.

- Libro en el qual hay muchas suertes de letras historiadas con figuras del viejo Testamento y la declaración dellas en coplas, y también un abecedario con figuras de la muerte Libro que acompañaba la cuarta edición.

- Arte breve y provechoso de cuenta castellana y arithmetica Libro que acompañaba la quinta edición.

- Nuevo estilo de escriuir cartas mensageras sobre diversas materias Publicada en Zaragoza por Agustín Millan (1552) y reimpresa por la viuda de Bartolomé de Nájera (1559) y, posteriormente, en Alcalá de Henares por Juan Gracián (1571 y 1574) y por Sebastián Martínez (1580).

- Arithmetica practica Publicado en Zaragoza por Pedro Bernuz en 1549.